# Пахуљаста мурина
Пахуљаста мурина (Echidna nebulosa) позната као и облачаста мурина међу многим различитим народним именима, је врста морске рибе из породице мурина (Muraenidae).
Ова врста достиже дужину од 100 центиметара, али њена уобичајена величина је 50 центиметара. Живи на дубинама између 2 и 30 метара.

## Распрострањеност
Она је широко распрострањена у Индо-пацифичком подручју од источне обале Африке до Микронезије укључујући Црвено море и Хаваје. Ова врста се такође налази у источно-централном Пацифику од јужне Доње Калифорније, Мексика и од Костарике до северне Колумбије.

## У акваријуму
Пахуљаста мурина је честа акваријумска врста из групе морска јегуља. Веома су издржљиве и добро прилагођене животу у акваријуму. До 72 центиметара у дужини, мурина захтева акваријум који је већи од 40-50 литара и који има учвршћен поклопац, зато што ове јегуље (и све јегуље, о том питању) могу побећи и проћи кроз изненађујуће мале рупе. 
Животни век ове врсте јегуље у акваријумима је четири године и више. Углавном се хране планктоном, шкампима, гавуном и хоботницама. Уколико нису навикнуте на замрзнуту храну, потребно је пртеходно хранити их живим шкампима. Одвикавање се може остварити временом. Исхрана, ако се састоји од слатководних риба (златне рибице, ружичасте црвене, итд), ће вероватно изазвати обољење јетре, те стога треба избећи такву исхрану.
Пахуљасту мурину нитреба држати са шкампима, раковима или јастозима, јер су они њихова природна храна. Међутим, безбедно је да буду са већином других бескичмењака, укључујући морске звезде, сасе и јежеве. Компатибилне рибе са којима би мурина могла да живи су релативно велике, агресивне рибе, као што су риба лав, ахантуриде, косторошац, морски гргеч, а и друге пахуљасте мурине, ако су у резервоар у исто време донесене.